# Alexios I Megas Komnenos
Alexios I Megas Komnenos (Grieks: Αλέξιος Α΄ Μέγας Κομνηνός) (1182 - 1 februari 1222) was van 1204 tot 1222 de eerste keizer van Trebizonde.

## Leven
Alexios, die de titel Megas Komnenos ("Groot-Komneen") aannam, was de zoon van de sebastocraat Manuel Komnenos, de oudste onwettige zoon van de Byzantijnse keizer Andronikos I Komnenos. Zijn moeder was Roesoedan, de dochter van Giorgi III van Georgië. Met zijn broer David vluchtte hij naar zijn tante, de grote koningin Tamara van Georgië, die met haar neven en een schat aan goud en edelstenen een veilig heenkomen zocht in Trebizonde. Wanneer deze vlucht plaatsvond is onduidelijk. De traditionele opvatting gaat uit van 1185, kort na de moord op Andronikos I. Dit tijdstip wordt tegenwoordig echter betwijfeld: de broers zouden Constantinopel pas in de tijd van de Vierde Kruistocht (1202-1204) hebben verlaten.
Met een klein Georgisch contingent bezetten de broers kennelijk zonder weerstand de stad Trebizonde en omgeving. In 1204, na de val van Constantinopel, riep Alexios zich tot keizer uit. Waarschijnlijk kwam onafhankelijkheid ook de plaatselijke aristocratie en landelijke bevolking gelegen. David sneuvelde al snel (bronnen spreken van 1206, 1212 of 1214) in de strijd om Sinope tegen de Seltsjoeken, maar Alexios wist een dynastie te stichten die nog tot 1461 zou standhouden.
Alexios verloor na de dood van David Sinope, Heraclea, Amasis en Amasra aan Theodoros I Laskaris, keizer van de rivaliserende Byzantijnse staat Nicea, en aan de Seltsjoeken van Ikonion. Hij aanvaardde de verliezen en consolideerde met Georgische steun wat er van zijn rijk restte. Na zijn dood in 1222 werd hij opgevolgd door zijn schoonzoon Andronikos I Gidos, mogelijk omdat zijn beide zoons nog minderjarig waren.

## Kinderen
Alexios was gehuwd met Theodora Axouchina. Uit het huwelijk werden geboren:
- Johannes I Megas Komnenos Axouchos, keizer van Trebizonde van 1235 tot 1238
- Manuel I Megas Komnenos, keizer van Trebizonde van 1238 tot 1263
- Niet bij naam bekende dochter die huwde met Andronikos I Gidos, keizer van Trebizonde van 1222 tot 1235